# Marchetto Cara
Pour les articles homonymes, voir Cara.
Marchetto Cara, né à Vérone vers 1470 et mort à Mantoue probablement en 1525, est un compositeur, luthiste et chanteur italien de la Renaissance. Il exerça son activité à Mantoue et à Florence auprès de la Maison de Gonzague et de la famille de Médicis et acquit un grand renom, tout comme Bartolomeo Tromboncino, comme compositeur de frottoles.

## Biographie
On sait très peu de choses sur les années de jeunesse de Marchetto Cara. En 1494, il était déjà à l'emploi de la cour des Gonzague à Mantoue et il y resta manifestement sans interruption jusqu'à sa mort, à l'exclusion des voyages faits pour chanter dans les villes avoisinantes. Entre autres fonctions, il devait diriger les chanteurs tant à la cathédrale San Pietro de Mantoue que sur le domaine privé des Gonzague. Amants de la musique et mécènes, ces derniers employèrent de nombreux musiciens, et Cara occupa une place importante parmi eux : il écrivit de la musique pour des mariages, des cérémonies d'État, des intermèdes et des réceptions intimes et créa ainsi certains des morceaux de musique légère les plus raffinés de l'époque. Avec Tromboncino, il fut le compositeur de frottoles le plus célèbre : ses compositions continuèrent d'être recueillies et publiées après sa mort.
Il mourut fort probablement en 1525 puisque sa veuve se remaria au début de 1526 et que la loi exigeait que la veuve attende neuf mois avant de se remarier. À sa mort, il était un homme riche, possédant deux maisons en ville et deux grands domaines ruraux : les Gonzague le payaient évidemment bien.
Cara était renommé non seulement comme compositeur mais aussi comme chanteur et luthiste. Il chanta à Mantoue pour ses employeurs, mais voyagea aussi dans le nord de l'Italie pour chanter pour les Médicis, la famille Bembo, les Bentivoglio à Bologne et d'autres aristocrates à Vérone, à Venise, à Padoue, à Pesaro, à Crémone et dans d'autres villes. Baldassare Castiglione l'a entendu chanter et a parlé de lui dans son célèbre Livre du courtisan (Venise, 1528).

## Œuvres
Cara composa surtout des frottoles, forme profane légère et ancêtre du madrigal, mais écrivit quelques pièces sacrées, dont un Salve Regina à trois voix (l'un des hymnes mariaux) et sept lauda. Ses frottoles sont pour la plupart homophoniques et ne présentent de courts passages d'imitation qu'au début de phrases ; elles sont accrocheuses, chantables, et ont souvent un rythme de danse. Les poèmes sur lesquels Cara composa ses 100 frottoles sont pour la plupart anonymes ; on ne connaît les auteurs que de 16 d'entre eux. Nombre des poèmes présentent la forme d'une barzelletta, d'un strambotto, d'un sonnet ou d'une ode. Presque toutes les frottoles se composent de couplets et d'un refrain.
Quelques-unes de ses dernières frottoles présentent un caractère plus sérieux et annoncent l'essor du madrigal, qui eut lieu à la fin des années 1520 et 1530, juste après sa mort.

## Sources
- (en)/(it) Cet article est partiellement ou en totalité issu des articles intitulés en anglais « Marchetto Cara » (voir la liste des auteurs) et en italien « Marchetto Cara » (voir la liste des auteurs).
- (en) Stanley Sadie (dir.), The New Grove Dictionary of Music and Musicians, Londres, Macmillan Publishers Ltd., 1980 (ISBN 1-56159-174-2).
- Gustave Reese, Music in the Renaissance. New York, W.W. Norton & Co., 1954,  (ISBN 0-393-09530-4).